# Ujj József
Ujj József (Tatatóváros, 1876. december 20. – Budapest, Józsefváros, 1950. március 2.) országos karnagy, zenetanár. A Munkások Dal- és Zeneközlönye főmunkatársa volt.

## Életpályája
Szülei Ujj József molnársegéd és Komárik Katalin voltak. 1883-ban orgonista csodagyereknek tartották. A tatai piarista gimnázium tandíjmentes növendékeként 1891-ben végzett. A Győri Tanítóképző zenetanárától Nemcsovics Antaltól tanulta a zenét; a Nemzeti Zenedében tanult. 1886-tól a tatai piarista majd a váci főgimnázium templom, később a budapesti terézvárosi templom és a Szerviták templomának orgonistája volt. 1910–1950 között a PÁMDÉ-t (Pesterzsébeti Általános Munkás Dalkör) vezetője volt. Az 1930-as években a budapesti V. kerületi Munkáskaszinó Dalkar, a Pesterzsébeti Polgári és Munkás Dalkör, a Csepeli Weiss Manfréd gyári Dalkör, az Újpesti Általános Munkásdalkör, a Budapesti Könyvnyomdászok Dalköre a MÁV Visszhang Dalkör majd az Országos Magyar Dalos Szövetség és a Magyar Munkás Dalos Szövetség karnagya volt. 1929. október 14-én Budapesten feleségül vette a nála 19 évvel fiatalabb, kispesti születésű Bozsik Margit Ilonát, Bozsik István és Illés Eszter lányát.
Halálát szívbénulás, gégerák okozta. Sírja a Fiumei úti sírkertben található (34/2-1-40).

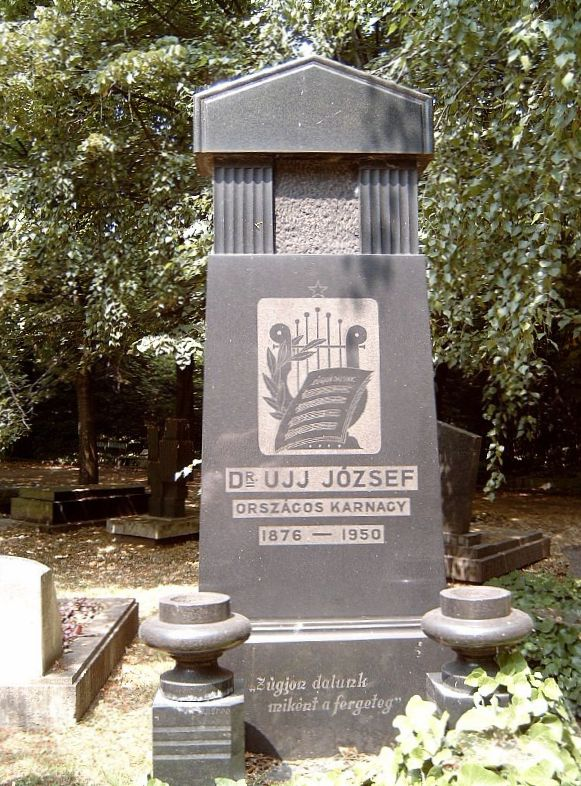
Ujj József sírja Budapesten. Sírfelirata: „Zúgjon dalunk miként a fergeteg!" Kerepesi temető: 34/2-1-40.